# NGC 4611
NGC 4611 (również IC 805, PGC 42564 lub UGC 7849) – galaktyka spiralna (Sbc), znajdująca się w gwiazdozbiorze Warkocza Bereniki. Odkrył ją Édouard Jean-Marie Stephan 17 maja 1881 roku.